# Iridium Satellite LLC

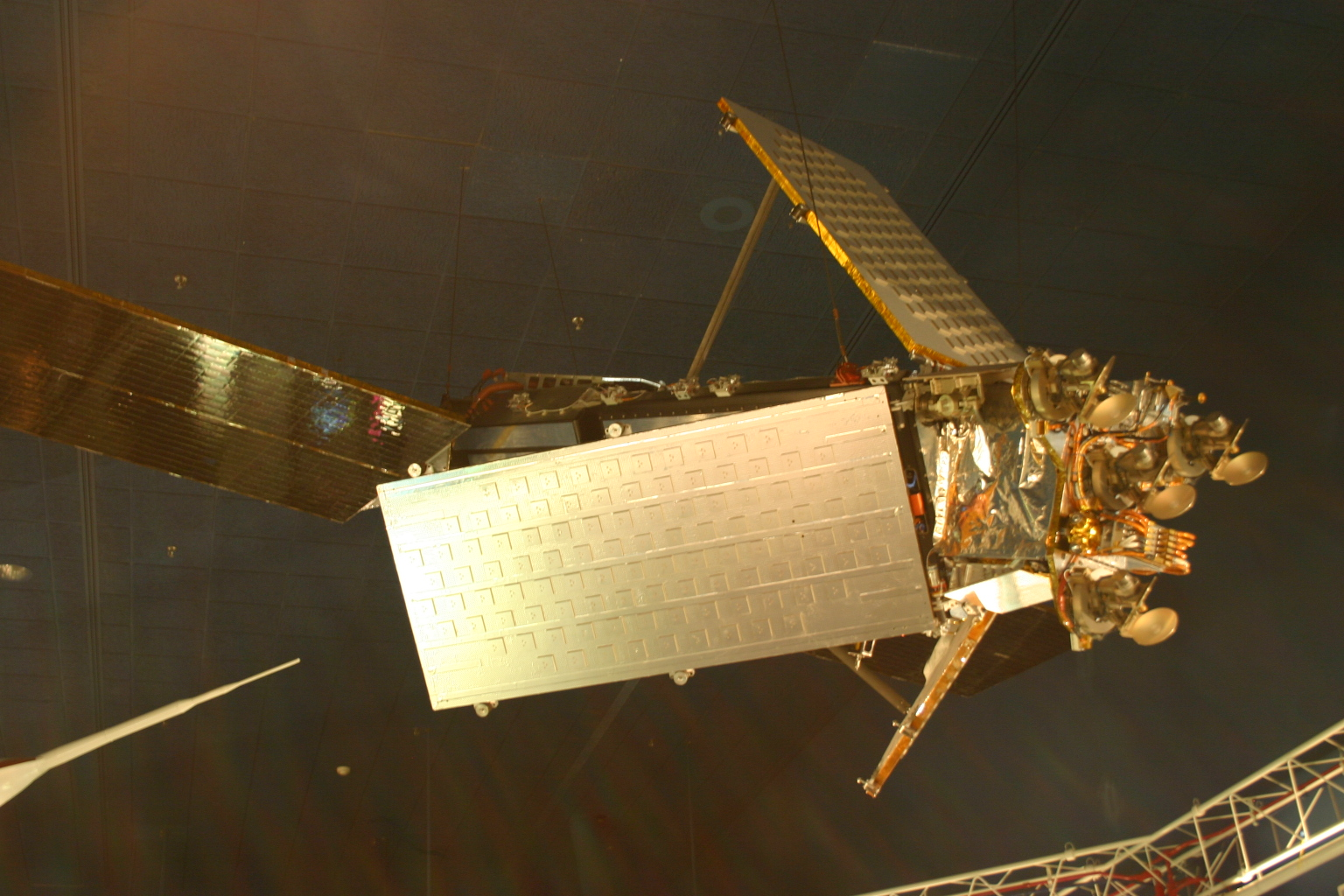
Satelit Iridium první generace od firmy Motorola

Iridium Satellite LLC (po vstupu na NASDAQ burzu v roce 2009 se společnost správně jmenuje Iridium Communications Inc.) je americká společnost provozující soustavu 66 komunikačních satelitů a zároveň výrobce vybavení pro satelitní komunikaci. Společnost byla založena v roce 2001 a ústředí se nalézá v McLean ve státě Virginie v USA. Název je odvozen od prvku iridium. Podle původních plánů měla síť čítat 77 satelitů, tedy stejně jako protonové číslo iridia a satelity měly symbolizovat 77 elektronů obíhajících atomové jádro. Samotná síť nakonec byla zrealizována za použití 66 satelitů, nicméně název Iridium již zůstal. Síť Iridium je unikátní tím, že poskytuje skutečně celosvětové pokrytí, včetně oceánů, polárních oblastí a leteckých tras. K dispozici je široká nabídka hlasových a datových služeb, stejně jako satelitní služba push-to-talk známá z oblasti vysílaček. Samotné satelity mohou být často pozorovány i několikrát za noc při tzv. záblesku družice.

## Historie

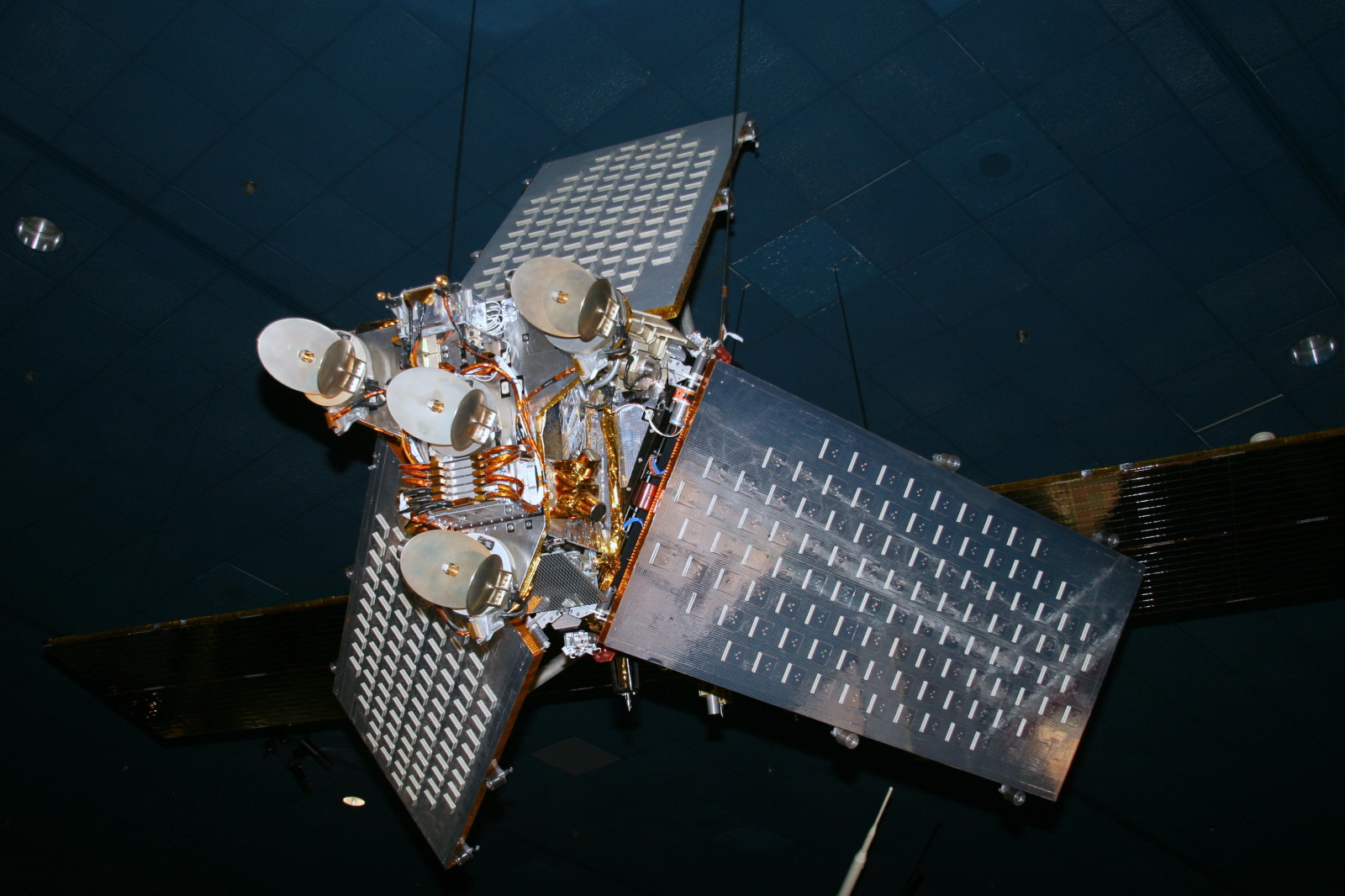
Satelit Iridium první generace od firmy Motorola

Komunikační síť byla pod jiným vlastníkem spuštěna 1. listopadu 1998, hlavním technologickým dodavatelem byla společnost Motorola. Komerční úspěch se však nedostavil a původní společnost Iridium SSC vyhlásila 13. srpna 1999 bankrot. Nezdar byl způsoben hlavně rozvojem pozemního systému GSM, jehož cenám (ani úrovni signálu v budovách)  nešlo konkurovat. Obzvláště nákladná byla prvotní fáze vypouštění satelitů, které musely být všechny vypuštěny před zahájením provozu sítě. Celosvětové pokrytí také nebylo pro většinu potenciálních zákazníků důležité a kvůli roamingovým smlouvám mezi mobilními operátory se potenciální trh ještě zmenšil.
Oživení programu přišlo v roce 2001, kdy byla založena dnešní společnost Iridium Satellite LLC, vlastněná soukromými investory. Ačkoli byla cena sítě odhadována na 6 miliard dolarů, noví vlastníci ji získali za pouhých 25 milionů. Počet uživatelů sítě se postupně zvyšuje a roku 2008 dosáhl 285 000. Síť je velmi využívaná americkým ministerstvem obrany, které platí 36 milionů dolarů ročně za neomezené použití pro 20 000 svých zaměstnanců.
10. února 2009 se satelit Iridium 33 srazil s vyřazeným ruským vojenským telekomunikačním satelitem Kosmos 2251 a byl zcela zničen.

## Iridium NEXT
Druhá generace celosvětové sítě komunikačních satelitů sestávající z 66 aktivních, 9 záložních satelitů na oběžné dráze a 6 náhradních satelitů připravených Zemi na vypuštění v případě potřeby. Satelity druhé generace mají být použity hlavně pro přenos dat pro různé datové terminály, IoT, atd., na nějž nebyl v původním návrhu první generace satelitů od Motoroly v 90. letech minulého století kladen důraz. Iridium může poskytnout datové spojení jinými družicím, pro jejich řízení, bez ohledu na polohu pozemních stanic. Satelity budou zahrnovat také zařízení pro příjem údajů ADS-B pro řízení letového provozu pro použití leteckými společnostmi.
Původní plány počítaly s vypuštěním druhé generace satelitů kolem roku 2014, ale vinou různých zpoždění byly první satelity nové generace vyneseny až v lednu 2017. Iridium podepsalo kontrakt k vypouštění družic se společností SpaceX v květnu 2010. Kontrakt obsahuje vynesení družic pomocí rakety Falcon 9 z Vandenbergovy letecké základny. Prvních 10 satelitů bylo vyneseno na oběžnou dráhu 14. ledna 2017, dalších deset 25. června 2017. Celkem bylo vyneseno 75 satelitů při osmi startech. Poslední start s deseti družicemi úspěšně proběhl 11. ledna 2019 (další podrobnosti v článku Seznam letů Falconu 9 a Falconu Heavy). Existující konstelace družic první generace zůstane v provozu až do úplného spuštění generace NEXT a některé vybrané satelity i několik let poté, výkonný ředitel společnosti Matthew J. Desch zmínil rok 2020.
Vypouštění prvních 10 družic Iridium NEXT se zúčastnilo nejužší současné vedení firmy Iridium a další hosté. Přítomen byl i Durrell Hillis, původní manažer projektu Iridium, tehdy ještě pod firmou Motorola v 90. letech. I díky doporučení jednoho z vynálezců satelitní sítě Iridium (Dr. Raymond J. Leopold) mohl jak samotný start, tak i uzavřenou oslavu úspěšného vynesení prvních 10 družic Iridium NEXT oslavit nadšenec Pavel Mašek, který navštívil i samotné řídící středisko sítě Iridium ve Virginii a o několik týdnů později dostal šanci vyzkoušet telefonní spojení přes první aktivní Iridium NEXT satelit (Iridium SV 106) při přeletech nad Plzní a své zážitky a fotografie ohledně Iridium NEXT zveřejnil na svém webu.